# اتفاقية برن لحماية الحياة البرية والموائل الطبيعية الأوروبية
تعد اتفاقية برن المتعلقة بحماية الحياة البرية والموائل الطبيعية الأوروبية والمعروفة اختصاراً بـ اتفاقية برن، صكاً قانونياً دولياً ملزماً في مجال حفظ الطبيعة، وهي تغطي التراث الطبيعي في أوروبا، وكذلك في بعض الدول الأفريقية. كانت الاتفاقية مفتوحة للتوقيع في 19 سبتمبر 1979 ودخلت حيز التنفيذ في 1 يونيو 1982. وهي مهتمة بشكل خاص بحماية الموائل الطبيعية والأنواع المهددة بالانقراض، بما في ذلك الأنواع المهاجرة.